# Dr. Dolittle: Million Dollar Mutts
Dr. Dolittle: Million Dollar Mutts (também conhecido como Dr. Dolittle 5) é um filme de comédia americano de 2009, estrelado por Kyla Pratt e Norm Macdonald. Foi lançado em 19 de maio de 2009, e  assim como seus antecessores, Dr. Dolittle: A Tinseltown Tail (2008) e Dr. Dolittle 3, foi lançado diretamente em DVD.

## Enredo
Maya Dolittle (Kyla Pratt) acha que ela não tem de passar sete anos na faculdade para ser uma veterinária , porque ela pode falar com os animais. Enquanto toma uma caminhada com Lucky, ela ajuda um gato em uma árvore, conversando com ele. Ela fica descoberto e Tiffany Monaco (Tegan Moss), uma estrela de Hollywood, a leva para Los Angeles para ajudá-la sua cadelinha, que acaba por ser um menino. Em breve, Maya e Tiffany começou a criar seu próprio show, Os Locutores de Animais. Maya também atende Brandon Booker (Brandon Jay McLaren), que é seu interesse amoroso. Maya logo descobre o show não é sobre ajudar os animais e volta para casa para estudar ser um veterinário. Ela também descobre Brandon é da escola dela também. Enquanto isso, Monkey está fora em LA em busca de sua grande chance, mas sai porque ele quer ajudar Maya.

## Elenco
- Kyla Pratt como Maya Dolittle
- Tegan Moss como Tiffany Monaco
- Brandon Jay McLaren como Brandon Booker
- Jason Bryden como Rick Beverley
- Karen Holness como Lisa Dolittle
- Judge Reinhold como Executivo da emissora
- Doron Bell como Ridiculuz
- Curtis Caravaggio como Chase
- Matthew Harrison como Paul Furhooven
- Elizabeth Thai como Repórter
- Frank Cassini como Bombeiro
- Sarah Deakins como Veterinária
- Mark Hillson como Motociclista

### Vozes
- Norm Macdonald como Lucky
- Jaime Ray Newman como Emmy
- Phil Proctor como Macaco / Cobra
- Jeff Bennett como Princesa (Rocco) / Cavalo / Sapo
- Fred Stoller como Sr. Fluffernufferman
- Vicki Lewis como Bolinha, a porca
- Greg Ellis como Dave, o pombo
- Stephen Root como Tartaruga
- Greg Proops como Poodle
- Pauly Shore como Gato na árvore